# Zapasy na Igrzyskach Ameryki Środkowej i Karaibów 1954
Turniej w ramach Igrzysk w Meksyku 1954 

## Tabela medalowa
|   | Państwo   |   |   |   | Razem: |
| - | --------- | - | - | - | ------ |
| 1 | Meksyk    | 5 | 1 | 1 | 7      |
| 2 | Kuba      | 3 | 2 | 1 | 6      |
| 3 | Wenezuela | 0 | 2 | 1 | 3      |
| 3 | Panama    | 0 | 2 | 1 | 3      |
| 5 | Gwatemala | 0 | 1 | 3 | 4      |
|   | razem:    | 8 | 8 | 7 | 23     |

## Wyniki

### W stylu wolnym
| Waga   | złoty                   | srebrny          | brązowy          |
| ------ | ----------------------- | ---------------- | ---------------- |
| 54 kg  | Nicolas Basurto Padilla | Moises Samaniego | Mario Cordova    |
| 58 kg  | Leonardo Basurto        | Hector Iriarte   | Daniel Gonzales  |
| 63 kg  | Antonio Ramirez         | Miguel A.Ponce   | Luis Garcia      |
| 69 kg  | Mario Tovar             | José Yáñez       | Aristides Perez  |
| 76 kg  | José López              | Miguel A.Alfaro  | Pablo E.Ladesmsa |
| 85 kg  | Eduardo Assam           | Mario Costa      | Rodolfo Padron   |
| 90 kg  | Israel Sánchez          | Oscar Salazar    | Arturo Meneses   |
| 130 kg | Alberto Hernandez       | Ansberto Cedeno  | ----             |